# Styrène-acrylonitrile
Pour les articles homonymes, voir SAN.
Le copolymère styrène-acrylonitrile (SAN) est issu du styrène et de l’acrylonitrile (AN). Ce matériau thermoplastique semi-technique fait partie de la vaste famille des polymères styréniques, comme le polystyrène homopolymère (PS « cristal »), le « PS-choc » ou copolymère « bloc » styrène-butadiène (SB), l’acrylonitrile butadiène styrène (ABS), l’acrylonitrile styrène acrylate (ASA), etc. Il est très rigide et plus dur que le PS. Le SAN est produit depuis le début des années 1950.
Il est obtenu par copolymérisation radicalaire statistique avec l’AN. Le taux de motifs AN se situe entre 10 et 40 %, souvent dans la gamme 20 - 30 %.
L’ABS est un SAN modifié avec du butadiène, tandis que l’ASA est un SAN modifié avec des esters acryliques.

## Propriétés
- Les segments AN apportent une amélioration de certaines propriétés mécaniques : module de Young élevé (3,7 GPa[2]), tenue aux chocs[4], ténacité, résistance à la rupture, tenue aux rayures, dureté, etc.
- Par contre, la mise en œuvre, principalement selon le procédé d’injection[5], est plus difficile que pour le PS. Il est plus hygroscopique que le PS et l’étuvage avant transformation est obligatoire.
- Température maximale d’utilisation : 85 °C[1] (faible tenue thermique). Il brûle en générant beaucoup de fumée noire, typique de tous les polymères styréniques.
- Température minimale d’utilisation : −70 °C.
- Tenue aux agents chimiques (hydrocarbures aliphatiques, huile, graisse) améliorée.
- Bonne stabilité dimensionnelle ; le retrait se situe entre 0,2 et 0,5 % ; il résiste aux changements de température.
- Colorable.

## Utilisations
Le SAN est utilisé pour l’emballage alimentaire, pharmaceutique, cosmétique, la fabrication de pièces pour la construction automobile et plus spécialement les blocs optiques arrière (simples à colorer, et excellente résistance à l’usure ou à l'abrasion), les boîtiers pour l’électroménager, roues de compteurs, boîtiers de batterie, règles de mesure, etc.

## Commerce
En 2014, la France est nette importatrice de styrène-acrylonitrile, d'après les douanes françaises. Le prix moyen à la tonne à l'import était de 1 800 €.

## Effets sur la santé
Le styrène et l’acrylonitrile ont des effets négatifs sur la santé (de possiblement cancérigène à cancérigène). Cependant, le SAN (ou l’ABS) étant un plastique composé, il doit être considéré comme un tout. Lorsque le SAN (ou l’ABS) est utilisé pour un contenant (par exemple un verre en SAN) en contact avec des denrées alimentaires, ce qui importe donc est non pas la quantité de styrène ou d’acrylonitrile du contenant mais la migration des composants (styrène et acrylonitrile) du contenant au contenu (par exemple l’eau contenue dans le verre).
Poustková et al. ont montré que l’acrylonitrile migrait du contenant au contenu dans des valeurs très variables en fonction du contenant et du contenu (soit du minimum « non mesurable » au maximum égal à la moitié de la limite prescrite par la législation européenne).
Par conséquent, du fait de la large variabilité de la migration de l’acrylonitrile, la seule indication « SAN » sur un récipient plastique ne permet pas de dire si celui-ci comporte ou non un danger pour la santé.